# Estación Cipolletti
La Estación Cipolletti es una estación de la red ferroviaria argentina, perteneciente al Ramal Bahía Blanca - Neuquén - Zapala y del Ramal Ferroviario Cipolletti - Barda del Medio del Ferrocarril General Roca. Sus vías se encuentran concesionadas a la empresa Ferrosur Roca. Se encuentra ubicada en la ciudad de Cipolletti, Departamento General Roca, Provincia de Río Negro, Argentina.

## Historia
La estación fue construida a instancias de la compañía de capitales británicos Ferrocarril Sud y habilitada con el nombre de "Parada Limay".
En tiempos de la antigua empresa estatal Ferrocarriles Argentinos, Cipolletti servía como parada intermedia para trenes de pasajeros como el "Estrella del Valle", con destino a Zapala, que había sido inaugurado en mayo de 1964.
A partir de 1993, con la cancelación de los servicios de larga distancia y de la disolución de Ferrocarriles Argentinos la estación dejó de recibir trenes de pasajeros y sufrió un enorme deterioro edilicio producto del vandalismo y la desatención.
En 2015, al habilitarse el Tren del Valle entre esta estación y Neuquén, la estación fue puesta en condiciones y restaurada. En febrero de 2025 se reactivó el tramo en tre Cipiolletti y Neuquén.

## Ubicación
Se encuentra ubicada en el centro de Cipolletti, sobre la avenida General Fernández Oro. Se halla a pocas cuadras de la Estación Central de Ómnibus de esa ciudad y de la Ruta Nacional 22.

## Galería

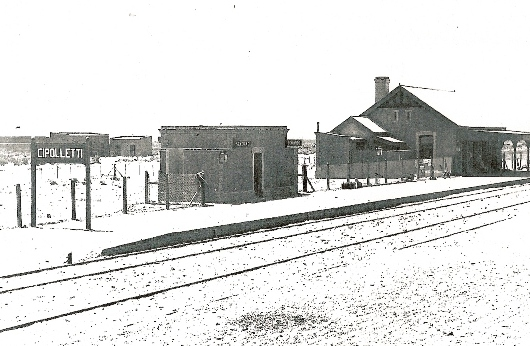
Estación en 1903
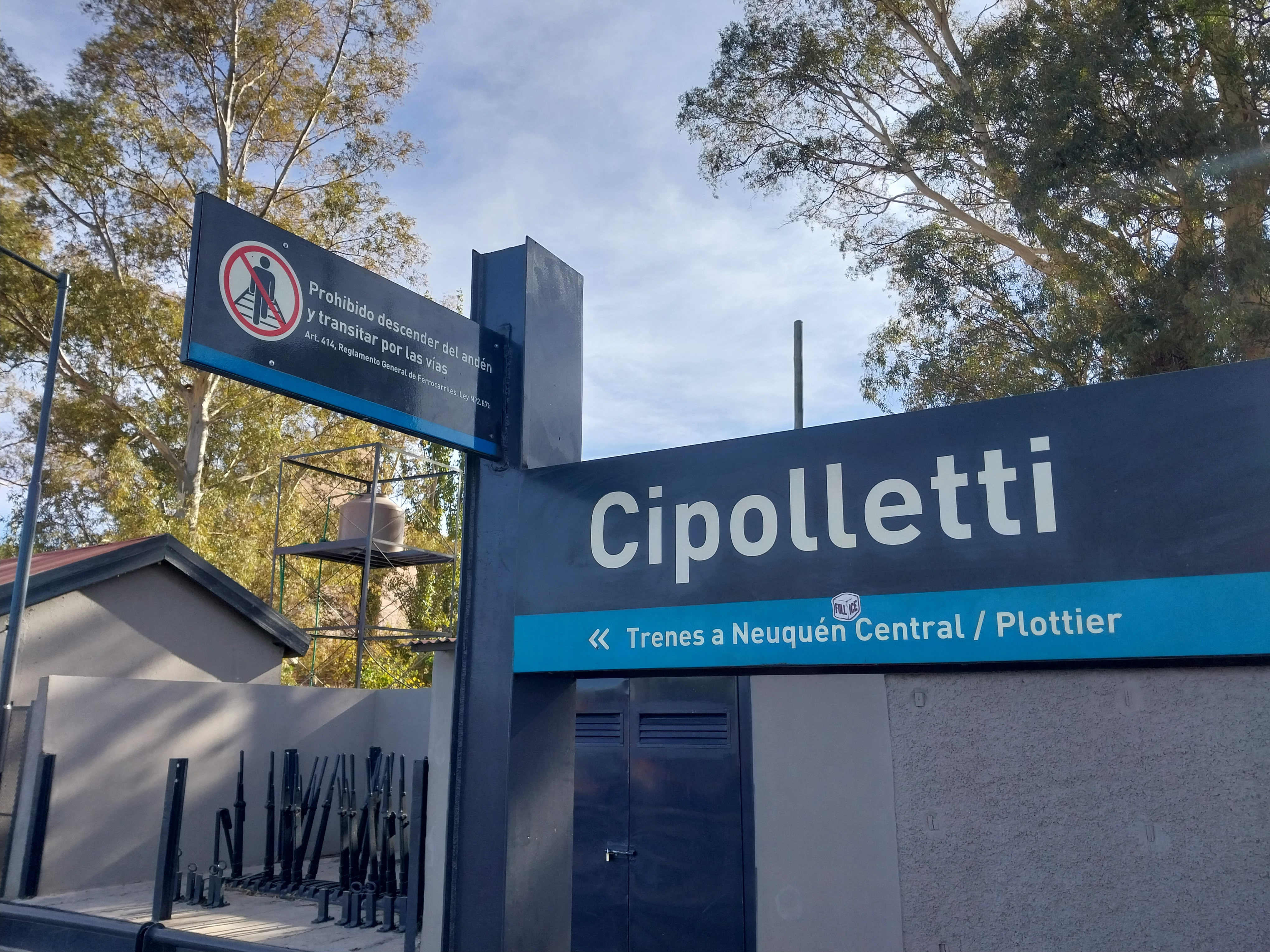
Estación en 2023